# Nagroda Nebula za najlepszą powieść
Lista zwycięzców i nominowanych do nagrody Nebula w kategorii najlepsza powieść science fiction lub fantasy (Best Novel, 40 000 słów lub więcej).
Nagrodę przyznaje się za miniony rok i ogłasza w roku następnym (pierwsza została przyznana w 1966 r. za 1965 r.). Stąd różnice wobec nagród Hugo (książki niekiedy sa nagradzane w tym samym roku co Hugo, a niekiedy w następnym).
Najwięcej nagród zdobyli: Ursula K. Le Guin 4 na 6 nominacji, Joe Haldeman 3 nagrody na 4 nominacje, dziewięciu innych autorów wygrało po dwa razy. Najwięcej nominacji – dwanaście (ale tylko jedno zwycięstwo) ma Jack McDevitt, zaś Poul Anderson i Philip K. Dick mają najwięcej nominacji bez zwycięstw – po pięć.

## Nagroda Nebula za najlepszą powieść
Legenda:  Zwycięzcy 
| Rok         | Autor                            | Tytuł                                                                            | Źródło |
| ----------- | -------------------------------- | -------------------------------------------------------------------------------- | ------ |
| 1965 (1966) | Frank Herbert                    | Diuna (Dune)                                                                     | [ 1 ]  |
| 1965 (1966) | Clifford D. Simak                | All Flesh is Grass                                                               | [ 1 ]  |
| 1965 (1966) | Theodore L. Thomas, Kate Wilhelm | The Clone                                                                        | [ 1 ]  |
| 1965 (1966) | Philip K. Dick                   | Doktor Bluthgeld (Dr. Bloodmoney, or How We Got Along After the Bomb)            | [ 1 ]  |
| 1965 (1966) | James White                      | The Escape Orbit                                                                 | [ 1 ]  |
| 1965 (1966) | Thomas M. Disch                  | The Genocides                                                                    | [ 1 ]  |
| 1965 (1966) | William S. Burroughs             | Nova Express                                                                     | [ 1 ]  |
| 1965 (1966) | Keith Laumer                     | A Plague of Demons                                                               | [ 1 ]  |
| 1965 (1966) | Avram Davidson                   | Rogue Dragon                                                                     | [ 1 ]  |
| 1965 (1966) | G. C. Edmondson                  | The Ship That Sailed the Time Stream                                             | [ 1 ]  |
| 1965 (1966) | Poul Anderson                    | The Star Fox                                                                     | [ 1 ]  |
| 1965 (1966) | Philip K. Dick                   | Trzy stygmaty Palmera Eldritcha (The Three Stigmata of Palmer Eldritch)          | [ 1 ]  |
| 1967        | Samuel R. Delany                 | Babel-17                                                                         | [ 2 ]  |
| 1967        | Daniel Keyes                     | Kwiaty dla Algernona (Flowers for Algernon)                                      | [ 2 ]  |
| 1967        | Robert A. Heinlein               | Luna to surowa pani (The Moon Is a Harsh Mistress)                               | [ 2 ]  |
| 1968        | Samuel R. Delany                 | Punkt Einsteina (The Einstein Intersection)                                      | [ 3 ]  |
| 1968        | Piers Anthony                    | Chthon                                                                           | [ 3 ]  |
| 1968        | Hayden Howard                    | The Eskimo Invasion                                                              | [ 3 ]  |
| 1968        | Roger Zelazny                    | Pan Światła (Lord of Light)                                                      | [ 3 ]  |
| 1968        | Robert Silverberg                | Ciernie (Thorns)                                                                 | [ 3 ]  |
| 1969        | Alexei Panshin                   | Rite of Passage                                                                  | [ 4 ]  |
| 1969        | James Blish                      | Black Easter                                                                     | [ 4 ]  |
| 1969        | Philip K. Dick                   | Czy androidy śnią o elektrycznych owcach? (Do Androids Dream of Electric Sheep?) | [ 4 ]  |
| 1969        | Robert Silverberg                | Maski czasu (The Masks of Time)                                                  | [ 4 ]  |
| 1969        | R.A. Lafferty                    | Władca przeszłości (Past Master)                                                 | [ 4 ]  |
| 1969        | Joanna Russ                      | Picnic on Paradise                                                               | [ 4 ]  |
| 1969        | John Brunner                     | Wszyscy na Zanzibarze (Stand on Zanzibar)                                        | [ 4 ]  |
| 1970        | Ursula K. Le Guin                | Lewa ręka ciemności (The Left Hand of Darkness)                                  | [ 5 ]  |
| 1970        | Norman Spinrad                   | Bug Jack Barron                                                                  | [ 5 ]  |
| 1970        | Roger Zelazny                    | Wyspa umarłych (Isle of the Dead)                                                | [ 5 ]  |
| 1970        | John Brunner                     | The Jagged Orbit                                                                 | [ 5 ]  |
| 1970        | Kurt Vonnegut                    | Rzeźnia numer pięć (Slaughterhouse-Five)                                         | [ 5 ]  |
| 1970        | Robert Silverberg                | Prądy czasu (Up the Line)                                                        | [ 5 ]  |
| 1971        | Larry Niven                      | Pierścień (Ringworld)                                                            | [ 6 ]  |
| 1971        | Joanna Russ                      | And Chaos Died                                                                   | [ 6 ]  |
| 1971        | R.A. Lafferty                    | Fourth Mansions                                                                  | [ 6 ]  |
| 1971        | David G. Compton                 | The Steel Crocodile                                                              | [ 6 ]  |
| 1971        | Robert Silverberg                | Wieża światła (Tower of Glass)                                                   | [ 6 ]  |
| 1971        | Wilson Tucker                    | The Year of the Quiet Sun                                                        | [ 6 ]  |
| 1972        | Robert Silverberg                | Czas przemian (A Time of Changes)                                                | [ 7 ]  |
| 1972        | Poul Anderson                    | The Byworlder                                                                    | [ 7 ]  |
| 1972        | R.A. Lafferty                    | The Devil is Dead                                                                | [ 7 ]  |
| 1972        | T. J. Bass                       | Half Past Human                                                                  | [ 7 ]  |
| 1972        | Ursula K. Le Guin                | Jesteśmy snem (The Lathe of Heaven)                                              | [ 7 ]  |
| 1972        | Kate Wilhelm                     | Margaret and I                                                                   | [ 7 ]  |
| 1973        | Isaac Asimov                     | Równi bogom (The Gods Themselves)                                                | [ 8 ]  |
| 1973        | Robert Silverberg                | Księga czaszek (The Book of Skulls)                                              | [ 8 ]  |
| 1973        | Robert Silverberg                | Umierając żyjemy (Dying Inside)                                                  | [ 8 ]  |
| 1973        | Norman Spinrad                   | The Iron Dream                                                                   | [ 8 ]  |
| 1973        | John Brunner                     | The Sheep Look Up                                                                | [ 8 ]  |
| 1973        | George Alec Effinger             | What Entropy Means to Me                                                         | [ 8 ]  |
| 1973        | David Gerrold                    | When HARLIE Was One                                                              | [ 8 ]  |
| 1974        | Arthur C. Clarke                 | Spotkanie z Ramą (Rendezvous with Rama)                                          | [ 9 ]  |
| 1974        | Thomas Pynchon                   | Tęcza grawitacji (Gravity's Rainbow)                                             | [ 9 ]  |
| 1974        | David Gerrold                    | The Man Who Folded Himself                                                       | [ 9 ]  |
| 1974        | Poul Anderson                    | The People of the Wind                                                           | [ 9 ]  |
| 1974        | Robert A. Heinlein               | Time Enough for Love                                                             | [ 9 ]  |
| 1975        | Ursula K. Le Guin                | Wydziedziczeni (The Dispossessed)                                                | [ 10 ] |
| 1975        | Thomas M. Disch                  | 334                                                                              | [ 10 ] |
| 1975        | Philip K. Dick                   | Płyńcie łzy moje, rzekł policjant (Flow My Tears, the Policeman Said)            | [ 10 ] |
| 1975        | T. J. Bass                       | The Godwhale                                                                     | [ 10 ] |
| 1976        | Joe Haldeman                     | Wieczna wojna (The Forever War)                                                  | [ 11 ] |
| 1976        | Arthur Byron Cover               | Autumn Angels                                                                    | [ 11 ] |
| 1976        | Tanith Lee                       | The Birthgrave                                                                   | [ 11 ] |
| 1976        | Alfred Bester                    | The Computer Connection                                                          | [ 11 ] |
| 1976        | Samuel R. Delany                 | Dhalgren                                                                         | [ 11 ] |
| 1976        | Roger Zelazny                    | Bramy w piasku (Doorways in the Sand)                                            | [ 11 ] |
| 1976        | Ian Watson                       | The Embedding                                                                    | [ 11 ] |
| 1976        | Vonda N. McIntyre                | The Exile Waiting                                                                | [ 11 ] |
| 1976        | Joanna Russ                      | The Female Man                                                                   | [ 11 ] |
| 1976        | Michael Bishop                   | A Funeral for the Eyes of Fire                                                   | [ 11 ] |
| 1976        | Barry N. Malzberg                | Guernica Night                                                                   | [ 11 ] |
| 1976        | Marion Zimmer Bradley            | The Heritage of Hastur                                                           | [ 11 ] |
| 1976        | Italo Calvino                    | Niewidzialne miasta (Le città invisibili)                                        | [ 11 ] |
| 1976        | Poul Anderson                    | A Midsummer Tempest                                                              | [ 11 ] |
| 1976        | Katherine MacLean                | Missing Man                                                                      | [ 11 ] |
| 1976        | Larry Niven, Jerry Pournelle     | Drzazga w oku boga (The Mote in God's Eye)                                       | [ 11 ] |
| 1976        | E.L. Doctorow                    | Ragtime                                                                          | [ 11 ] |
| 1976        | Robert Silverberg                | Stochastyk (The Stochastic Man)                                                  | [ 11 ] |
| 1977        | Frederik Pohl                    | Człowiek plus (Man Plus)                                                         | [ 12 ] |
| 1977        | Larry Niven, Jerry Pournelle     | Inferno                                                                          | [ 12 ] |
| 1977        | Marta Randall                    | Islands                                                                          | [ 12 ] |
| 1977        | Robert Silverberg                | Shadrach in the Furnace                                                          | [ 12 ] |
| 1977        | Samuel R. Delany                 | Triton                                                                           | [ 12 ] |
| 1977        | Kate Wilhelm                     | Gdzie dawniej śpiewał ptak (Where Late the Sweet Birds Sang)                     | [ 12 ] |
| 1978        | Frederik Pohl                    | Gateway. Brama do gwiazd (Gateway)                                               | [ 13 ] |
| 1978        | Terry Carr                       | Cirque                                                                           | [ 13 ] |
| 1978        | Gregory Benford                  | W oceanie nocy (In the Ocean of Night)                                           | [ 13 ] |
| 1978        | David Gerrold                    | Moonstar Odyssey                                                                 | [ 13 ] |
| 1978        | Richard A. Lupoff                | Sword of the Demon                                                               | [ 13 ] |
| 1979        | Vonda N. McIntyre                | Wąż snu (Dreamsnake)                                                             | [ 14 ] |
| 1979        | Tom Reamy                        | Blind Voices                                                                     | [ 14 ] |
| 1979        | C.J. Cherryh                     | Gasnące Słońce: Kesrith (The Faded Sun: Kesrith)                                 | [ 14 ] |
| 1979        | Gore Vidal                       | Kalki                                                                            | [ 14 ] |
| 1979        | Gardner Dozois                   | Strangers                                                                        | [ 14 ] |
| 1980        | Arthur C. Clarke                 | Fontanny raju (The Fountains of Paradise)                                        | [ 15 ] |
| 1980        | Frederik Pohl                    | Jem                                                                              | [ 15 ] |
| 1980        | Kate Wilhelm                     | Juniper Time                                                                     | [ 15 ] |
| 1980        | Thomas M. Disch                  | Na skrzydłach pieśni (On Wings of Song)                                          | [ 15 ] |
| 1980        | Richard Cowper                   | The Road to Corlay                                                               | [ 15 ] |
| 1980        | John Varley                      | Tytan (Titan)                                                                    | [ 15 ] |
| 1981        | Gregory Benford                  | Timescape                                                                        | [ 16 ] |
| 1981        | Frederik Pohl                    | Gateway. Za błękitnym horyzontem zdarzeń (Beyond the Blue Event Horizon)         | [ 16 ] |
| 1981        | Walter Tevis                     | Przedrzeźniacz (Mockingbird)                                                     | [ 16 ] |
| 1981        | Robert Stallman                  | The Orphan                                                                       | [ 16 ] |
| 1981        | Gene Wolfe                       | Cień kata (The Shadow of the Torturer)                                           | [ 16 ] |
| 1981        | Joan D. Vinge                    | Królowa Zimy (The Snow Queen)                                                    | [ 16 ] |
| 1982        | Gene Wolfe                       | Pazur Łagodziciela (The Claw of the Conciliator)                                 | [ 17 ] |
| 1982        | John Crowley                     | Małe, duże (Little, Big)                                                         | [ 17 ] |
| 1982        | Julian May                       | Wielobarwny kraj (The Many-Colored Land)                                         | [ 17 ] |
| 1982        | A.A. Attanasio                   | Radix                                                                            | [ 17 ] |
| 1982        | Russell Hoban                    | Riddley Walker                                                                   | [ 17 ] |
| 1982        | Suzy McKee Charnas               | Gobelin z wampirem (The Vampire Tapestry)                                        | [ 17 ] |
| 1983        | Michael Bishop                   | Nie masz wroga prócz czasu (No Enemy But Time)                                   | [ 18 ] |
| 1983        | Isaac Asimov                     | Agent Fundacji (Foundation's Edge)                                               | [ 18 ] |
| 1983        | Robert A. Heinlein               | Piętaszek (Friday)                                                               | [ 18 ] |
| 1983        | Brian Aldiss                     | Wiosna Helikonii (Helliconia Spring)                                             | [ 18 ] |
| 1983        | Gene Wolfe                       | Miecz liktora (The Sword of the Lictor)                                          | [ 18 ] |
| 1983        | Philip K. Dick                   | Transmigracja Timothy'ego Archera (The Transmigration of Timothy Archer)         | [ 18 ] |
| 1984        | David Brin                       | Gwiezdny przypływ (Startide Rising)                                              | [ 19 ] |
| 1984        | Gregory Benford                  | Against Infinity                                                                 | [ 19 ] |
| 1984        | Gene Wolfe                       | Cytadela Autarchy (The Citadel of the Autarch)                                   | [ 19 ] |
| 1984        | Jack Vance                       | Lyonesse                                                                         | [ 19 ] |
| 1984        | R. A. MacAvoy                    | Tea with the Black Dragon                                                        | [ 19 ] |
| 1984        | Norman Spinrad                   | The Void Captain's Tale                                                          | [ 19 ] |
| 1985        | William Gibson                   | Neuromancer                                                                      | [ 20 ] |
| 1985        | Lewis Shiner                     | Frontera                                                                         | [ 20 ] |
| 1985        | Larry Niven                      | Całkowe drzewa (The Integral Trees)                                              | [ 20 ] |
| 1985        | Robert A. Heinlein               | Hiob: komedia sprawiedliwości (Job: A Comedy of Justice)                         | [ 20 ] |
| 1985        | Jack Dann                        | The Man Who Melted                                                               | [ 20 ] |
| 1985        | Kim Stanley Robinson             | Dziki brzeg (The Wild Shore)                                                     | [ 20 ] |
| 1986        | Orson Scott Card                 | Gra Endera (Ender’s Game)                                                        | [ 21 ] |
| 1986        | Greg Bear                        | Pieśń krwi (Blood Music)                                                         | [ 21 ] |
| 1986        | Tim Powers                       | Dinner at Deviant's Palace                                                       | [ 21 ] |
| 1986        | Brian Aldiss                     | Zima Helikonii (Helliconia Winter)                                               | [ 21 ] |
| 1986        | David Brin                       | Listonosz (The Postman)                                                          | [ 21 ] |
| 1986        | Barry N. Malzberg                | The Remaking of Sigmund Freud                                                    | [ 21 ] |
| 1986        | Bruce Sterling                   | Schismatrix                                                                      | [ 21 ] |
| 1987        | Orson Scott Card                 | Mówca umarłych (Speaker for the Dead)                                            | [ 22 ] |
| 1987        | William Gibson                   | Graf Zero (Count Zero)                                                           | [ 22 ] |
| 1987        | Gene Wolfe                       | Free Live Free                                                                   | [ 22 ] |
| 1987        | Margaret Atwood                  | Opowieść podręcznej (The Handmaid's Tale)                                        | [ 22 ] |
| 1987        | Leigh Kennedy                    | The Journal of Nicholas the American                                             | [ 22 ] |
| 1987        | James Morrow                     | Tak oto kończy się świat (This Is the Way the World Ends)                        | [ 22 ] |
| 1988        | Pat Murphy                       | Spadająca kobieta (The Falling Woman)                                            | [ 23 ] |
| 1988        | Greg Bear                        | The Forge of God                                                                 | [ 23 ] |
| 1988        | Gene Wolfe                       | Żołnierz z Mgły (Soldier of the Mist)                                            | [ 23 ] |
| 1988        | David Brin                       | Wojna wspomaganych (The Uplift War)                                              | [ 23 ] |
| 1988        | Avram Davidson                   | Vergil in Averno                                                                 | [ 23 ] |
| 1988        | George Alec Effinger             | Kiedy zawodzi grawitacja (When Gravity Fails)                                    | [ 23 ] |
| 1989        | Lois McMaster Bujold             | Stan niewolności (Falling Free)                                                  | [ 24 ] |
| 1989        | Lewis Shiner                     | Deserted Cities of the Heart                                                     | [ 24 ] |
| 1989        | George Turner                    | Drowning Towers                                                                  | [ 24 ] |
| 1989        | Gregory Benford                  | Wspaniała gwiezdna rzeka (Great Sky River)                                       | [ 24 ] |
| 1989        | William Gibson                   | Mona Liza Turbo (Mona Lisa Overdrive)                                            | [ 24 ] |
| 1989        | Orson Scott Card                 | Czerwony prorok (Red Prophet)                                                    | [ 24 ] |
| 1989        | Gene Wolfe                       | Urth Nowego Słońca (The Urth of the New Sun)                                     | [ 24 ] |
| 1990        | Elizabeth Ann Scarborough        | The Healer's War                                                                 | [ 25 ] |
| 1990        | Poul Anderson                    | The Boat of a Million Years                                                      | [ 25 ] |
| 1990        | Orson Scott Card                 | Uczeń Alvin (Prentice Alvin)                                                     | [ 25 ] |
| 1990        | John Kessel                      | Good News From Outer Space                                                       | [ 25 ] |
| 1990        | Mike Resnick                     | Kły (Ivory: A Legend of Past and Future)                                         | [ 25 ] |
| 1990        | Jane Yolen                       | Sister Light, Sister Dark                                                        | [ 25 ] |
| 1991        | Ursula K. Le Guin                | Tehanu                                                                           | [ 26 ] |
| 1991        | Valerie Martin                   | Mary Reilly                                                                      | [ 26 ] |
| 1991        | James Morrow                     | Jednorodzona córka (Only Begotten Daughter)                                      | [ 26 ] |
| 1991        | Dan Simmons                      | Zagłada Hyperiona (The Fall of Hyperion)                                         | [ 26 ] |
| 1991        | John E. Stith                    | Redshift Rendezvous                                                              | [ 26 ] |
| 1991        | Jane Yolen                       | White Jenna                                                                      | [ 26 ] |
| 1992        | Michael Swanwick                 | Stacje przypływu (Stations of the Tide)                                          | [ 27 ] |
| 1992        | John Barnes                      | Orbital Resonance                                                                | [ 27 ] |
| 1992        | Lois McMaster Bujold             | Barrayar                                                                         | [ 27 ] |
| 1992        | Emma Bull                        | Bone Dance                                                                       | [ 27 ] |
| 1992        | Pat Cadigan                      | Wgrzesznicy (Synners)                                                            | [ 27 ] |
| 1992        | Bruce Sterling, William Gibson   | Maszyna różnicowa (The Difference Engine)                                        | [ 27 ] |
| 1993        | Connie Willis                    | Księga Sądu Ostatecznego (Doomsday Book)                                         | [ 28 ] |
| 1993        | John Barnes                      | A Million Open Doors                                                             | [ 28 ] |
| 1993        | Karen Joy Fowler                 | Sarah Canary                                                                     | [ 28 ] |
| 1993        | Maureen F. McHugh                | China Mountain Zhang                                                             | [ 28 ] |
| 1993        | Vernor Vinge                     | Ogień nad otchłanią (A Fire Upon the Deep)                                       | [ 28 ] |
| 1993        | Jane Yolen                       | Briar Rose                                                                       | [ 28 ] |
| 1994        | Kim Stanley Robinson             | Czerwony Mars (Red Mars)                                                         | [ 29 ] |
| 1994        | Kevin J. Anderson, Doug Beason   | Budowniczowie nieskończoności (Assemblers of Infinity)                           | [ 29 ] |
| 1994        | Algis Budrys                     | Hard Landing                                                                     | [ 29 ] |
| 1994        | Nancy Kress                      | Hiszpańscy żebracy (Beggars in Spain)                                            | [ 29 ] |
| 1994        | Gene Wolfe                       | Ciemna Strona Długiego Słońca (Nightside the Long Sun)                           | [ 29 ] |
| 1995        | Greg Bear                        | Moving Mars                                                                      | [ 30 ] |
| 1995        | Octavia E. Butler                | Przypowieść o siewcy (Parable of the Sower)                                      | [ 30 ] |
| 1995        | Jonathan Lethem                  | Pistolet z pozytywką (Gun, with Occasional Music)                                | [ 30 ] |
| 1995        | James K. Morrow                  | Pióro Archanioła (Towing Jehovah)                                                | [ 30 ] |
| 1995        | Rachel Pollack                   | Temporary Agency                                                                 | [ 30 ] |
| 1995        | Kim Stanley Robinson             | Zielony Mars (Green Mars)                                                        | [ 30 ] |
| 1995        | Roger Zelazny                    | Ciemna noc październikowa (A Night in the Lonesome October)                      | [ 30 ] |
| 1996        | Robert J. Sawyer                 | Eksperyment terminalny (The Terminal Experiment / Hobson’s Choice)               | [ 31 ] |
| 1996        | John Barnes                      | Mother of Storms                                                                 | [ 31 ] |
| 1996        | Nancy Kress                      | Żebracy nie mają wyboru (Beggars and Choosers)                                   | [ 31 ] |
| 1996        | Paul Park                        | Celestis                                                                         | [ 31 ] |
| 1996        | Walter Jon Williams              | Metropolita (Metropolitan)                                                       | [ 31 ] |
| 1996        | Gene Wolfe                       | Calde Długiego Słońca (Calde of the Long Sun)                                    | [ 31 ] |
| 1997        | Nicola Griffith                  | Slow River                                                                       | [ 32 ] |
| 1997        | Nina Kiriki Hoffman              | The Silent Strength of Stones                                                    | [ 32 ] |
| 1997        | Patricia A. McKillip             | Winter Rose                                                                      | [ 32 ] |
| 1997        | Tim Powers                       | Data ważności (Expiration Date)                                                  | [ 32 ] |
| 1997        | Robert J. Sawyer                 | Starplex                                                                         | [ 32 ] |
| 1997        | Neal Stephenson                  | Diamentowy wiek (The Diamond Age)                                                | [ 32 ] |
| 1998        | Vonda N. McIntyre                | Księżyc i słońce (The Moon and the Sun)                                          | [ 33 ] |
| 1998        | Lois McMaster Bujold             | Memory                                                                           | [ 33 ] |
| 1998        | Kate Elliott                     | Królewski smok (King's Dragon)                                                   | [ 33 ] |
| 1998        | George R.R. Martin               | Gra o tron (A Game of Thrones)                                                   | [ 33 ] |
| 1998        | Jack McDevitt                    | Ancient Shores                                                                   | [ 33 ] |
| 1998        | Walter Jon Williams              | Miasto w ogniu (City on Fire)                                                    | [ 33 ] |
| 1998        | Connie Willis                    | Przewodnik stada (Bellwether)                                                    | [ 33 ] |
| 1999        | Joe Haldeman                     | Wieczny pokój (Forever Peace)                                                    | [ 34 ] |
| 1999        | Catherine Asaro                  | The Last Hawk                                                                    | [ 34 ] |
| 1999        | Jack McDevitt                    | Zagłada Księżyca (Moonfall)                                                      | [ 34 ] |
| 1999        | Harry Turtledove                 | How Few Remain                                                                   | [ 34 ] |
| 1999        | Martha Wells                     | Śmierć nekromanty (The Death of the Necromancer)                                 | [ 34 ] |
| 1999        | Connie Willis                    | Nie licząc psa (To Say Nothing of the Dog)                                       | [ 34 ] |
| 2000        | Octavia E. Butler                | Przypowieść o talentach (Parable of the Talents)                                 | [ 35 ] |
| 2000        | Ken MacLeod                      | Dywizja Cassini (The Cassini Division)                                           | [ 35 ] |
| 2000        | George R.R. Martin               | Starcie królów (A Clash of Kings)                                                | [ 35 ] |
| 2000        | Maureen McHugh                   | Mission Child                                                                    | [ 35 ] |
| 2000        | Sean Stewart                     | Mockingbird                                                                      | [ 35 ] |
| 2000        | Vernor Vinge                     | Otchłań w niebie (A Deepness in the Sky)                                         | [ 35 ] |
| 2001        | Greg Bear                        | Radio Darwina (Darwin’s Radio)                                                   | [ 36 ] |
| 2001        | Lois McMaster Bujold             | A Civil Campaign                                                                 | [ 36 ] |
| 2001        | Kathleen Ann Goonan              | Crescent City Rhapsody                                                           | [ 36 ] |
| 2001        | Nalo Hopkinson                   | Midnight Robber                                                                  | [ 36 ] |
| 2001        | Jack McDevitt                    | Bezkresny ocean (Infinity Beach)                                                 | [ 36 ] |
| 2001        | Charles de Lint                  | Forests of the Heart                                                             | [ 36 ] |
| 2002        | Catherine Asaro                  | The Quantum Rose                                                                 | [ 37 ] |
| 2002        | Jeffrey Carver                   | Eternity's End                                                                   | [ 37 ] |
| 2002        | Geoffrey A. Landis               | Mars Crossing                                                                    | [ 37 ] |
| 2002        | George R.R. Martin               | Nawałnica mieczy (A Storm of Swords)                                             | [ 37 ] |
| 2002        | Wil McCarthy                     | The Collapsium                                                                   | [ 37 ] |
| 2002        | Patricia A. McKillip             | Wieża w kamiennym lesie (The Tower at Stony Wood)                                | [ 37 ] |
| 2002        | Tim Powers                       | Declare                                                                          | [ 37 ] |
| 2002        | Connie Willis                    | Przejście (Passage)                                                              | [ 37 ] |
| 2003        | Neil Gaiman                      | Amerykańscy bogowie (American Gods)                                              | [ 38 ] |
| 2003        | Kelley Eskridge                  | Solitaire                                                                        | [ 38 ] |
| 2003        | Ursula K. Le Guin                | Inny wiatr (The Other Wind)                                                      | [ 38 ] |
| 2003        | Robert A. Metzger                | Picoverse                                                                        | [ 38 ] |
| 2003        | China Miéville                   | Dworzec Perdido (Perdido Street Station)                                         | [ 38 ] |
| 2003        | Michael Swanwick                 | Bones of the Earth                                                               | [ 38 ] |
| 2004        | Elizabeth Moon                   | Prędkość mroku (The Speed of Dark)                                               | [ 39 ] |
| 2004        | Lois McMaster Bujold             | Diplomatic Immunity                                                              | [ 39 ] |
| 2004        | Carol Emshwiller                 | The Mount                                                                        | [ 39 ] |
| 2004        | Kathleen Ann Goonan              | Light Music                                                                      | [ 39 ] |
| 2004        | Nalo Hopkinson                   | The Salt Roads                                                                   | [ 39 ] |
| 2004        | Jack McDevitt                    | Chindi                                                                           | [ 39 ] |
| 2005        | Lois McMaster Bujold             | Paladyn dusz (Paladin of Souls)                                                  | [ 40 ] |
| 2005        | Cory Doctorow                    | Down and Out in the Magic Kingdom                                                | [ 40 ] |
| 2005        | Jack McDevitt                    | Omega                                                                            | [ 40 ] |
| 2005        | David Mitchell                   | Atlas chmur (Cloud Atlas)                                                        | [ 40 ] |
| 2005        | Sean Stewart                     | Perfect Circle                                                                   | [ 40 ] |
| 2005        | Gene Wolfe                       | Rycerz (The Knight)                                                              | [ 40 ] |
| 2006        | Joe Haldeman                     | Kamuflaż (Camouflage)                                                            | [ 41 ] |
| 2006        | Susanna Clarke                   | Jonathan Strange i pan Norrell (Jonathan Strange & Mr Norrell)                   | [ 41 ] |
| 2006        | Jack McDevitt                    | Polaris                                                                          | [ 41 ] |
| 2006        | Terry Pratchett                  | Piekło pocztowe (Going Postal)                                                   | [ 41 ] |
| 2006        | Geoff Ryman                      | Tlen (Air)                                                                       | [ 41 ] |
| 2006        | John C. Wright                   | Orphans of Chaos                                                                 | [ 41 ] |
| 2007        | Jack McDevitt                    | Poszukiwacz (Seeker)                                                             | [ 42 ] |
| 2007        | Ellen Kushner                    | The Privilege of the Sword                                                       | [ 42 ] |
| 2007        | Jeffrey Ford                     | The Girl in the Glass                                                            | [ 42 ] |
| 2007        | Jo Walton                        | Farthing                                                                         | [ 42 ] |
| 2007        | Richard Bowes                    | From the Files of the Time Rangers                                               | [ 42 ] |
| 2007        | Wil McCarthy                     | To Crush the Moon                                                                | [ 42 ] |
| 2008        | Michael Chabon                   | Związek żydowskich policjantów (The Yiddish Policemen’s Union)                   | [ 43 ] |
| 2008        | Jack McDevitt                    | Odyssey                                                                          | [ 43 ] |
| 2008        | Joe Haldeman                     | The Accidental Time Machine                                                      | [ 43 ] |
| 2008        | Nalo Hopkinson                   | The New Moon's Arms                                                              | [ 43 ] |
| 2008        | Tobias S. Buckell                | Ragamuffin                                                                       | [ 43 ] |
| 2009        | Ursula K. Le Guin                | Moce (Powers)                                                                    | [ 44 ] |
| 2009        | Cory Doctorow                    | Mały Brat (Little Brother)                                                       | [ 44 ] |
| 2009        | Jack McDevitt                    | Cauldron                                                                         | [ 44 ] |
| 2009        | Ian McDonald                     | Brasyl                                                                           | [ 44 ] |
| 2009        | Terry Pratchett                  | Świat finansjery (Making money)                                                  | [ 44 ] |
| 2009        | David J. Schwartz                | Superpowers                                                                      | [ 44 ] |
| 2010        | Paolo Bacigalupi                 | Nakręcana dziewczyna (The Windup Girl)                                           | [ 45 ] |
| 2010        | Christopher Barzak               | The Love We Share Without Knowing                                                | [ 45 ] |
| 2010        | Laura Anne Gilman                | Flesh and Fire                                                                   | [ 45 ] |
| 2010        | China Miéville                   | Miasto i miasto (The City & the City)                                            | [ 45 ] |
| 2010        | Cherie Priest                    | Kościotrzep (Boneshaker)                                                         | [ 45 ] |
| 2010        | Jeff VanderMeer                  | Finch                                                                            | [ 45 ] |
| 2011        | Connie Willis                    | Blackout/All Clear                                                               | [ 46 ] |
| 2011        | M. K. Hobson                     | The Native Star                                                                  | [ 46 ] |
| 2011        | N.K. Jemisin                     | Sto tysięcy królestw (The Hundred Thousand Kingdoms)                             | [ 46 ] |
| 2011        | Mary Robinette Kowal             | Shades of Milk and Honey                                                         | [ 46 ] |
| 2011        | Jack McDevitt                    | Echo                                                                             | [ 46 ] |
| 2011        | Nnedi Okorafor                   | Who Fears Death                                                                  | [ 46 ] |
| 2012        | Jo Walton                        | Wśród obcych (Among Others)                                                      | [ 47 ] |
| 2012        | China Miéville                   | Ambasadoria (Embassytown)                                                        | [ 47 ] |
| 2012        | Jack McDevitt                    | Firebird                                                                         | [ 47 ] |
| 2012        | Kameron Hurley                   | God's War                                                                        | [ 47 ] |
| 2012        | Genevieve Valentine              | Mechanique: a Tale of the Circus Tresaulti                                       | [ 47 ] |
| 2012        | N.K. Jemisin                     | The Kingdom of Gods                                                              | [ 47 ] |
| 2013        | Kim Stanley Robinson             | 2312                                                                             | [ 48 ] |
| 2013        | Saladin Ahmed                    | Tron Półksiężyca (Throne of the Crescent Moon)                                   | [ 48 ] |
| 2013        | Tina Connolly                    | Ironskin                                                                         | [ 48 ] |
| 2013        | N.K. Jemisin                     | Zabójczy Księżyc (The Killing Moon)                                              | [ 48 ] |
| 2013        | Caitlín R. Kiernan               | The Drowning Girl                                                                | [ 48 ] |
| 2013        | Mary Robinette Kowal             | Glamour in Glass                                                                 | [ 48 ] |
| 2014        | Ann Leckie                       | Zabójcza sprawiedliwość (Ancillary Justice)                                      | [ 49 ] |
| 2014        | Karen Joy Fowler                 | We Are All Completely Beside Ourselves                                           | [ 49 ] |
| 2014        | Neil Gaiman                      | Ocean na końcu drogi (The Ocean at the End of the Lane)                          | [ 49 ] |
| 2014        | Charles E. Gannon                | Fire with Fire                                                                   | [ 49 ] |
| 2014        | Nicola Griffith                  | Hild                                                                             | [ 49 ] |
| 2014        | Linda Nagata                     | The Red: First Light                                                             | [ 49 ] |
| 2014        | Sofia Samatar                    | A Stranger in Olondria                                                           | [ 49 ] |
| 2014        | Helene Wecker                    | The Golem and the Jinni                                                          | [ 49 ] |
| 2015        | Jeff VanderMeer                  | Unicestwienie (Annihilation)                                                     | [ 50 ] |
| 2015        | Katherine Addison                | The Goblin Emperor                                                               | [ 50 ] |
| 2015        | Charles E. Gannon                | Trial by Fire                                                                    | [ 50 ] |
| 2015        | Ann Leckie                       | Zabójczy miecz (Ancillary Sword)                                                 | [ 50 ] |
| 2015        | Liu Cixin                        | Problem trzech ciał (The Three-Body Problem)                                     | [ 50 ] |
| 2015        | Jack McDevitt                    | Coming Home                                                                      | [ 50 ] |
| 2016        | Naomi Novik                      | Wybrana (Uprooted)                                                               | [ 51 ] |
| 2016        | Ann Leckie                       | Ancillary Mercy                                                                  | [ 51 ] |
| 2016        | Lawrence M. Schoen               | Barsk: The Elephants' Graveyard                                                  | [ 51 ] |
| 2016        | N.K. Jemisin                     | Piąta pora roku (The Fifth Season)                                               | [ 51 ] |
| 2016        | Ken Liu                          | The Grace of Kings                                                               | [ 51 ] |
| 2016        | Charles E. Gannon                | Raising Caine                                                                    | [ 51 ] |
| 2016        | Fran Wilde                       | Updraft                                                                          | [ 51 ] |
| 2017        | Charlie Jane Anders              | All the Birds in the Sky                                                         | [ 52 ] |
| 2017        | Mishell Baker                    | Borderline                                                                       | [ 52 ] |
| 2017        | N.K. Jemisin                     | Wrota obelisków (The Obelisk Gate)                                               | [ 52 ] |
| 2017        | Yoon Ha Lee                      | Ninefox Gambit                                                                   | [ 52 ] |
| 2017        | Nisi Shawl                       | Everfair                                                                         | [ 52 ] |
| 2018        | N.K. Jemisin                     | Kamienne niebo (The Stone Sky)                                                   | [ 53 ] |
| 2018        | Lara Elena Donnelly              | Amberlough                                                                       | [ 53 ] |
| 2018        | Theodora Goss                    | The Strange Case of the Alchemist's Daughter                                     | [ 53 ] |
| 2018        | Daryl Gregory                    | Wyginacze łyżeczek (Spoonbenders)                                                | [ 53 ] |
| 2018        | Mur Lafferty                     | Six Wakes                                                                        | [ 53 ] |
| 2018        | Fonda Lee                        | Jade City                                                                        | [ 53 ] |
| 2018        | Annalee Newitz                   | Autonomous                                                                       | [ 53 ] |
| 2019        | Mary Robinette Kowal             | The Calculating Stars                                                            | [ 54 ] |
| 2019        | Sam J. Miller                    | Blackfish City                                                                   | [ 54 ] |
| 2019        | Rebecca F. Kuang                 | Wojna makowa (The Poppy War)                                                     | [ 54 ] |
| 2019        | Naomi Novik                      | Moc srebra (Spinning Silver)                                                     | [ 54 ] |
| 2019        | Rebecca Roanhorse                | Trail of Lightning                                                               | [ 54 ] |
| 2019        | C. L. Polk                       | Witchmark                                                                        | [ 54 ] |
| 2020        | Sarah Pinsker                    | A Song for a New Day                                                             | [ 55 ] |
| 2020        | Charles E. Gannon                | Marque of Caine                                                                  | [ 55 ] |
| 2020        | Alix E. Harrow                   | Dziesięć tysięcy drzwi (The Ten Thousand Doors of January)                       | [ 55 ] |
| 2020        | Arkady Martine                   | Pamięć zwana Imperium (A Memory Called Empire)                                   | [ 55 ] |
| 2020        | Silvia Moreno-Garcia             | Gods of Jade and Shadow                                                          | [ 55 ] |
| 2020        | Tamsyn Muir                      | Gideon z Dziewiątego (Gideon the Ninth)                                          | [ 55 ] |
| 2021        | Martha Wells                     | Efekt sieci (Network Effect)                                                     | [ 56 ] |
| 2021        | Susanna Clarke                   | Piranesi                                                                         | [ 56 ] |
| 2021        | N.K. Jemisin                     | Miasto, którym się staliśmy (The City We Became)                                 | [ 56 ] |
| 2021        | Silvia Moreno-Garcia             | Mexican Gothic                                                                   | [ 56 ] |
| 2021        | C. L. Polk                       | The Midnight Bargain                                                             | [ 56 ] |
| 2021        | Rebecca Roanhorse                | Czarne słońce (Black Sun)                                                        | [ 56 ] |
| 2022        | P. Djèlí Clark                   | Władca dżinnów (A Master of Djinn)                                               | [ 57 ] |
| 2022        | C. L. Clark                      | The Unbroken                                                                     | [ 57 ] |
| 2022        | S. B. Divya                      | Machinehood                                                                      | [ 57 ] |
| 2022        | Arkady Martine                   | Pustkowie zwane pokojem (A Desolation Called Peace)                              | [ 57 ] |
| 2022        | Jason Sanford                    | Plague Birds                                                                     | [ 57 ] |
| 2023        | Rebecca F. Kuang                 | Babel, czyli o konieczności przemocy (Babel, or the Necessity of Violence)       | [ 58 ] |
| 2023        | Travis Baldree                   | Legendy i latte (Legends & Lattes)                                               | [ 58 ] |
| 2023        | Nicola Griffith                  | Spear                                                                            | [ 58 ] |
| 2023        | T. Kingfisher                    | Pokrzywa i kość (Nettle & Bone)                                                  | [ 58 ] |
| 2023        | Tamsyn Muir                      | Nona the Ninth                                                                   | [ 58 ] |
| 2023        | Ray Nayler                       | Góra pod morzem (The Mountain in the Sea)                                        | [ 58 ] |
| 2024        | Vajra Chandrasekera              | The Saint of Bright Doors                                                        | [ 59 ] |
| 2024        | S. L. Huang                      | The Water Outlaws                                                                | [ 59 ] |
| 2024        | Ann Leckie                       | Translation State                                                                | [ 59 ] |
| 2024        | Annalee Newitz                   | The Terraformers                                                                 | [ 59 ] |
| 2024        | Wole Talabi                      | Shigidi and the Brass Head of Obalufon                                           | [ 59 ] |
| 2024        | Martha Wells                     | Wiedźmi król (Witch King)                                                        | [ 59 ] |
| 2025        | John Wiswell                     | Someone You Can Build a Nest In                                                  | [ 60 ] |
| 2025        | Kerstin Hall                     | Asunder                                                                          | [ 60 ] |
| 2025        | Kelly Link                       | The Book of Love                                                                 | [ 60 ] |
| 2025        | Vajra Chandrasekera              | Rakesfall                                                                        | [ 60 ] |
| 2025        | Yaroslav Barsukov                | Sleeping Worlds Have No Memory                                                   | [ 60 ] |
| 2025        | T. Kingfisher                    | Zagłada puka do drzwi (A Sorceress Comes to Call)                                | [ 60 ] |